# Don Howe
Donald "Don" Howe (Wolverhampton, 12 de outubro de 1935 - 23 de dezembro de 2015) foi um futebolista inglês, que atuava como defensor.

## Carreira
Don Howe fez parte do elenco da Seleção Inglesa que disputou a Copa do Mundo de 1958 e 1962.

## Ligações Externas
- Perfil em FIFA.com (em inglês)